# Храм Преподобного Алексия, Человека Божия (Харьков)
Храм Преподобного Алексия, человека Божия — православный храм в Харькове, в районе Алексеевка. Относится к Харьковской епархии Украинской православной церкви (Московского патриархата).

## История
Первый храм в Алексеевке построили в 1839 году. Он был однопрестольный, каменный и освящён в честь Рождества Пресвятой Богородицы. Во время Великой Отечественной войны, в 1943 году, когда Харьков несколько раз переходил из рук в руки и на его территории и в пригороде шли ожесточённые бои, храм был разрушен.
На территории современного района города, в котором находился храм, было расположено село Алексеевка. От наименования этого селения пошло название района города — Алексеевка (Харьков). Об этом же напоминает и улица Алексеевская, рядом с которой находился храм.
По всей вероятности, наименование села и улицы (а также района Харькова) связано со святым источником преподобного Алексия, человека Божия. Источник действует и сейчас, и многие жители района употребляют эту воду для своих нужд.
С возрождением Церкви, священники Свято-Пантелеймоновского храма, ближайшего к св. источнику, регулярно совершали на Алексеевском источнике Великое освящение воды на праздник Крещения Господня.
В настоящее время богослужения проходят во временном храме рядом с источником. Настоятель: священник Андрей Драненко.
В непосредственной близости от источника в 2004 году началось строительство католического храма Святого Семейства Римско-Католической церкви и монастыря ордена отцов мариан (MIC).
Строительство католического центра вызвало возмущение в среде православного народа и выступление под лозунгом «Нет — строительству католического капища». Зачинщик данного возмущения днем позже был лишен священнического сана. В том же году Митрополитом Харьковским и Богодуховским был открыт приход в честь св. Преподобного Алексия, человека Божия.
В настоящее время по другую сторону от источника ведется строительство православного храма. Мирное соседство двух конфессий является примером взаимопонимания христиан.